# Dječja kuća
Dječja kuća centar kulture i umjetnosti za djecu grada Rijeke, smješten je u novo-renoviranoj zgradi takozvanom Art-kvartu. Dječju kuću programski oblikuju gradske institucije Gradska knjižnica Rijeka, Gradsko kazalište lutaka Rijeka, Art-kino Croatia i Muzej moderne i suvremene umjetnosti Rijeka. Nastala je prenamjenom objekta sušionice i skladišta duhana u bivšem industrijskom kompleksu “Benčić” i otvorena početkom 2021. godine.   

## Povijest
Objekt u kojem se nalazi Dječja kuća izgrađen je krajem 19. stoljeća kao dio tadašnje “Kraljevske ugarske tvornice duhana” na mjestu dviju starijih građevina. Njena specifičnost je izgradnja od pune crvene opeke čime se izdvaja od ostalih objekata.
Nakon Drugog svjetskog rata ciglena zgrada postaje dio novoosnovane Tvornice brodskih motora “Rikard Benčić”. Propašću tvornice 1990.-ih godina građevina je napuštena te dolazi do propadanja interijera i urušavanja katova. Prostor oko zgrade korišten je kao javno parkiralište. 
Njena arhitektonsko-povijesna vrijednost leži u tome što predstavlja primjer industrijske arhitekture kraja 19. stoljeća i tadašnje tipologije skladišnih građevina te je kao takva morala biti sačuvana u svakom budućem revitalizacijskom procesu uz stvaranje uvjeta za nove funkcije. 
Godine 2014. kreiran je koncept obnove objekta kao mjesta za kulturu, umjetnosti i pedagoški rad s djecom u kontekstu neformalnog obrazovanja. 
Izvedba je napravljena prema projektu arhitekta Saše Randića, a proveo ju je ING-GRAD d.o.o izabran po provedenoj javnoj nabavi. Građevinski radovi počeli su u veljači 2019. godine, a izvedba je dovršena u veljači 2021. godine kada se Dječja kuća predaje na korištenje korisnicima. Opremljena je uglavnom hrvatskim dizajnerskim proizvodima i namještajem tvrtke Prostoria, te za građane otvorena 26. ožujka 2021. godine.

## Koncept
Dječja kuća integrira pedagoški dio rada s djecom gardskih institucija: Gradske knjižnice Rijeka, Art-kina, Gradskog kazališta lutaka Rijeka i Muzeja moderne i suvremene umjetnosti, ustanova u kulturi, koje su u Dječjoj kući. Osnovni princip rada jest sinergija programa namijenjenih djeci i multidisciplinarnost pristupa. 
U Dječjoj kući djeluje dječji odjel Gradske knjižnica Rijeka - Stribor, na 450 četvornih metara, s 32 tisuće knjiga, slikovnica i stripova, ali i 3D printera. Kreirana je i posebna kino dvorana za djecu kao prva u Hrvatskoj, ali i dva studija za produkciju Art kina.

## Manifestacije i projekti
Partneri Dječje kuće oblikuju specifične projekte i manifestacije za djecu i roditelje poput Tjedna dobre dječje knjige, časopisa za djecu Brickzine i festivala Tobogan.

## Vanjske poveznice
- Službene mrežne stranice